# Yórgos Liávas
Yórgos Liávas (grec moderne : Γιώργος Λιάβας), ou Giórgos Liávas, né le 12 février 2001 à Archontochóri en Grèce, est un footballeur grec qui joue au poste d'arrière droit au Rio Ave FC.

## Biographie

### Carrière en club

#### Panetolikós FC
Yórgos Liávas est formé par le club du Panetolikós FC. Il signe son premier contrat professionnel le 14 août 2018 et intègre le groupe professionnel à seulement 17 ans, lors de la saison 2018-2019. Il joue son premier match en professionnel lors de la première journée de championnat face à l'Atromitos FC. Une rencontre que Liavas débute en tant que titulaire, mais qui est perdue par son équipe (1-2).
En janvier 2020 il porte pour la première fois le brassard de capitaine du Panetolikós FC, alors qu'il n'a pas encore 19 ans.
En février 2021, Yórgos Liávas se blesse gravement, victime d'une rupture du ligament croisé qui le tient éloigné pour de nombreux mois.

### En sélection nationale
Avec les moins de 19 ans, Liavas marque son premier but face à l'Angleterre, le 23 mars 2019. Son équipe s'impose ce jour-là sur le score de deux buts à un. Il inscrit son second but dans cette catégorie le 13 novembre de la même année, face à l'Albanie. Son équipe s'impose sur le large score de cinq buts à un. Ces deux rencontres rentrent dans le cadre des éliminatoires du championnat d'Europe. Au total, Liávas joue treize matchs avec les moins de 19 ans et inscrit deux buts entre 2018 et 2019.
Yórgos Liávas fête sa première sélection avec l'équipe de Grèce espoirs, face à la Géorgie, le 6 juin 2019. Il entre en jeu en cours de partie à la place de Dimítris Nikoláou, et son équipe remporte la partie ce jour-là sur le score de trois buts à zéro.